# István Orosz

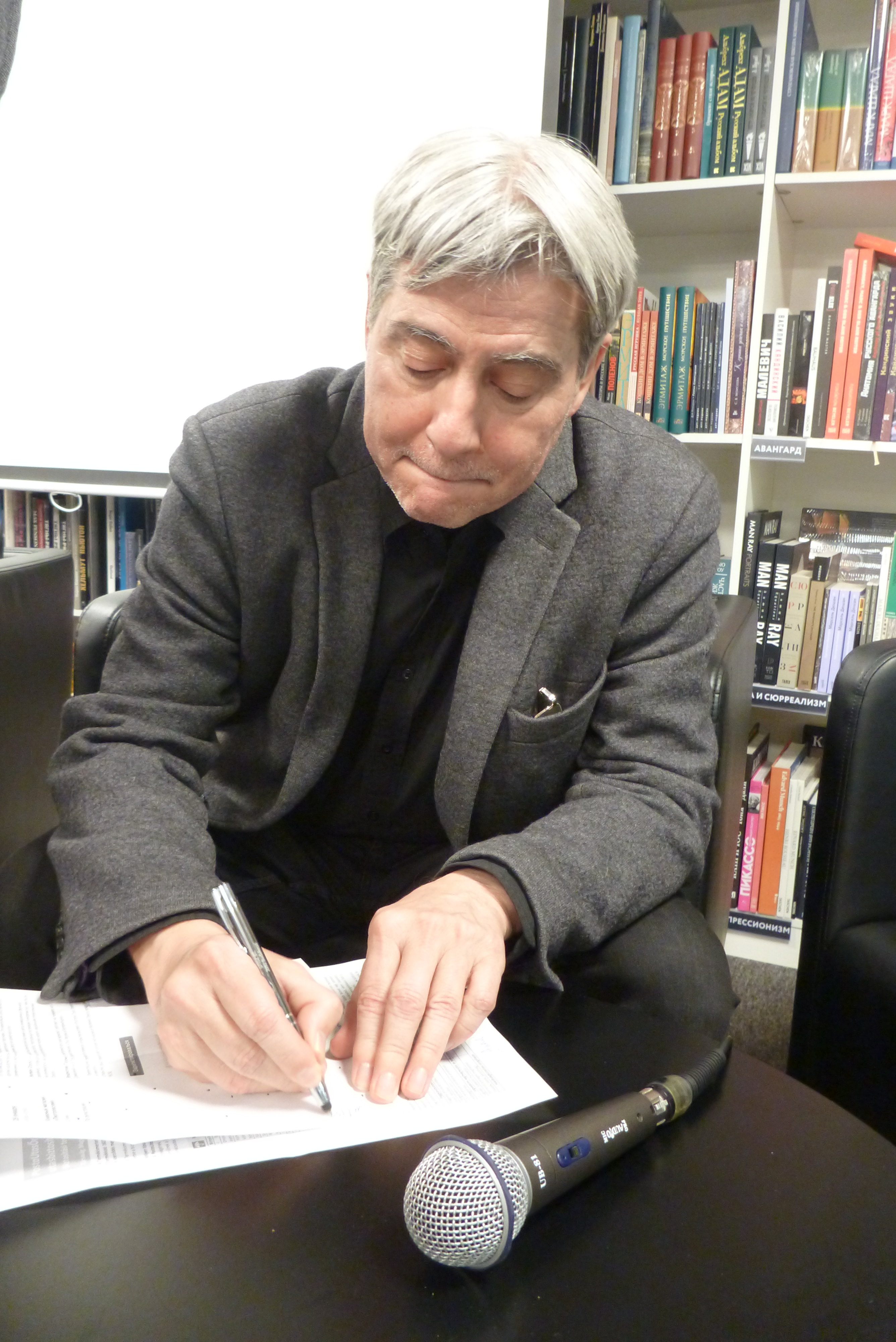
István Orosz (2019)

István Orosz (* 24. Oktober 1951 in Kecskemét) ist ein ungarischer Maler, Graphiker und Zeichentrickfilmer.

## Biographie

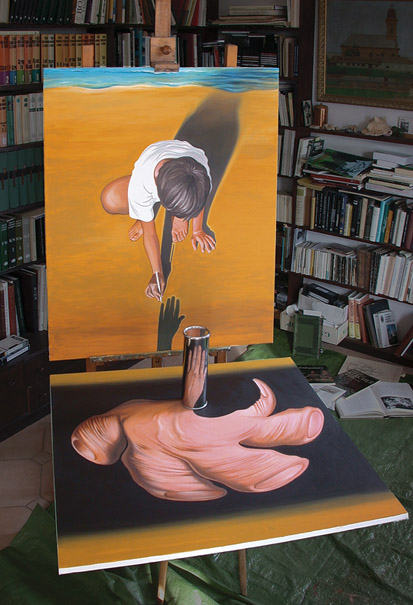
Árnyékrajzoló

Nach dem Studium des grafischen Designs an der Akademie der Angewandten Künste in Budapest, das er 1975 absolvierte, begann er, sich mit Bühnengestaltung und Trickfilm zu beschäftigen.
Seit 1975 ist er auch als Filmdirektor tätig. Später, als sein Interesse sich dem Plakat zuwandte, entwarf er zunächst hauptsächlich Plakate für Theateraufführungen, Filmtheater und Ausstellungen. Er hat dann, während der politischen Wende in Osteuropa am Ende der 1980er Jahre, mit mehreren politischen Plakaten eine aktive Rolle gespielt.
Seine Plakate, Illustrationen und Kunstdrucke haben István Orosz einen weltweiten Ruf gebracht. Er beschäftigt sich mit den Möglichkeiten der perspektivischen Darstellung und führt mit einer illusionistischen Annäherungsweise das visuelle Paradoxon vor Augen. Er greift das Thema der Anamorphose auf und beeindruckt das Publikum mit seinen herausragenden, innovativen Kunstwerken. Dabei folgt er den besten Traditionen der Drucktechniken, nutzt Holzschnitt und Radierung.
Er nimmt regelmäßig an den wichtigsten internationalen Biennalia der Poster- und Grafikkunst teil. Er hatte zahlreiche Einzelausstellungen in renommierten Museen und Galerien im Ausland wie in Ungarn und hat mit seinen Werken an Hunderten von Gruppenausstellungen teilgenommen.
István Orosz benutzt auch griechisch ΟΥΤΙΣ Utisz als Künstlernamen. Dies war der Name, den der Held Homers, Odysseus, dem Kyklopen auf dessen Frage „Wer bist du?“ nannte. „Utisz“, das heißt „Niemand“, lautete die trügerische Antwort. Odysseus blendete anschließend den Kyklopen, dessen einziges Auge ausbrennend. Ein Plakat ist, wie die Tat Odysseus’, ein Angriff auf das Auge – meint der Künstler.

## Ausstellungen
- 1997 Chicago, I Space Gallery

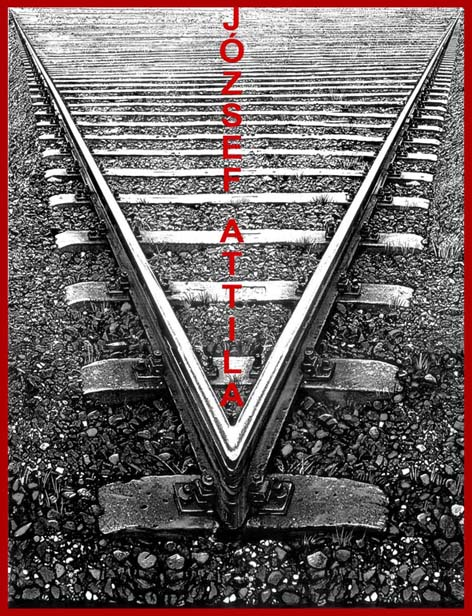
József-Attila-Plakat

- 1997 Thessaloniki, Aristotelian University
- 1998 Bethlehem (Pennsylvania), Payne Gallery, Moravian College
- 2000 Silkeborg, Kunst-Center
- 2000 Istanbul, Bilgi Üniversitesi
- 2002 Bratislava, Slovenska Narodná Galeria
- 2004 Toruń, Galeria Sztuki Wozownia
- 2004 Den Haag, Escher-Museum
- 2006 Budapest, Ernst-Museum
- 2007 Essen, Grillo-Theater
- 2010 Budapest, Galerie Koller
- 2011 Kecskemét, Cifrapalota
- 2012 Moscow Sberbank Gallery
- 2013 Brescia, Galleria dell'Incisione
- 2014 Jyväskylä, Galleria Ratamo
- 2014 Ankara, Güler Sanat Gallery
- 2016 Sofia National Gallery

## Publikationen
- ΟΥΤΙΣ – Orosz István. Balassi Kiadó, Budapest, 1994. (englisch und ungarisch)
- István Orosz, Katalog zur Ausstellung, Hammerpress – GrafikArchive, Kansas City, 1998. (englisch)
- Vladislav Rostoka: István Orosz / Posters. Rabbit&Solution, Bratislava, 2002. (englisch, slowakisch und ungarisch)
- Al Seckel: Masters of Deception: Escher, Dali & the Artists of Optical Illusion. Sterling Publishing Co., New York 2004. (englisch)
- Deep Down. Katalog zur Ausstellung: Orosz bij Escher.  Den Haag, 2004. (englisch und niederländisch)
- István Orosz. Katalog zur Ausstellung: Clouds for Polonius. Ernst Museum, Budapest, 2006. (englisch und ungarisch)
- István Orosz: Vision of Design. Index Book, Berlin – Shanghai, 2007. (englisch)
- István Orosz: The Drawn Time (A lerajzolt idő) 2008. (englisch und ungarisch)
- István Orosz: Time Sights (Az idő látképei) 2016. (englisch und ungarisch)